# 仙台空港アクセス線
仙台空港アクセス線（せんだいくうこうアクセスせん、英語: Sendai Airport Access Line）は、宮城県仙台市青葉区の仙台駅と同県名取市の仙台空港駅を結ぶ鉄道の運行系統の愛称である。マスメディアや沿線開発のCMでは「仙台空港アクセス鉄道」と表現されることがある。
仙台市都心部と仙台空港とを最短17分で結ぶ空港アクセス鉄道路線であり、次の2路線から構成される。
- 東日本旅客鉄道（JR東日本）東北本線：仙台駅 - 名取駅間
- 仙台空港鉄道（SAT）仙台空港線：名取駅 - 仙台空港駅間

JR東日本および仙台空港鉄道が、仙台駅 - 仙台空港駅間で各々列車を運行している。

## 概要
2007年（平成19年）3月18日の仙台空港鉄道仙台空港線の開業に伴い、案内上の名称として設定された。仙台空港線は全列車がJR東北本線に直通し、「仙台駅 - 仙台空港駅」間の運行を大前提としていることから、JR東北本線の区間でも「仙台空港アクセス線」として仙台空港線と一体化した運転系統上の愛称を設定した。したがって「仙台空港アクセス線」はJR東日本と仙台空港鉄道の2社の路線にまたがって付けられた愛称である。
仙台空港鉄道がJR線区間を第2種鉄道事業として営業しているわけでないため、仙台駅 - 仙台空港駅間など名取駅を越えて利用する際の運賃はJR東日本と仙台空港鉄道の2社合算となる。
全区間がIC乗車カード「Suica」の仙台エリアに含まれている。「青春18きっぷ」「週末パス」は仙台空港アクセス線のうちJR東日本の東北本線仙台駅 - 名取駅間のみ利用可能で、仙台空港鉄道仙台空港線の名取駅 - 仙台空港駅間は利用できない。

## 運行形態・使用車両
すべての列車が仙台駅 - 仙台空港駅間の運転である。列車の運行時間帯は5時台から23時台までであり、おおむね1時間に2 - 3本が運行される。途中名取駅にのみ停車する快速列車が1日1往復運転され、それ以外はすべて各駅停車である。
車両は当路線専用車両として、同一仕様のJR東日本E721系500番台電車と仙台空港鉄道のSAT721系電車が使用される（全車両、仙台車両センター所属）。ごく稀にJR東日本のE721系0番台やE721系1000番台が臨時列車及び代走で使われることがある。

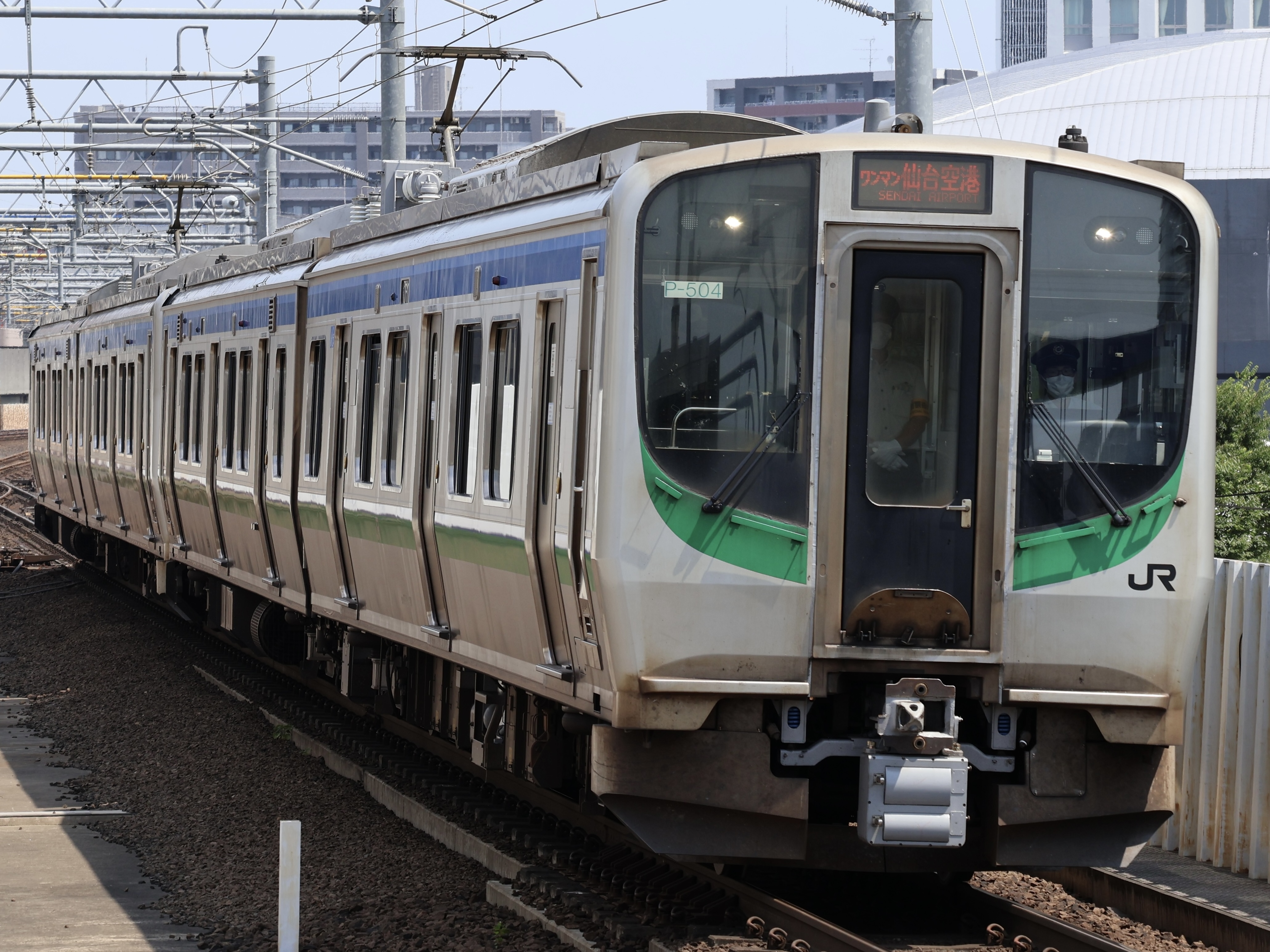
JR東日本 E721系500番台電車
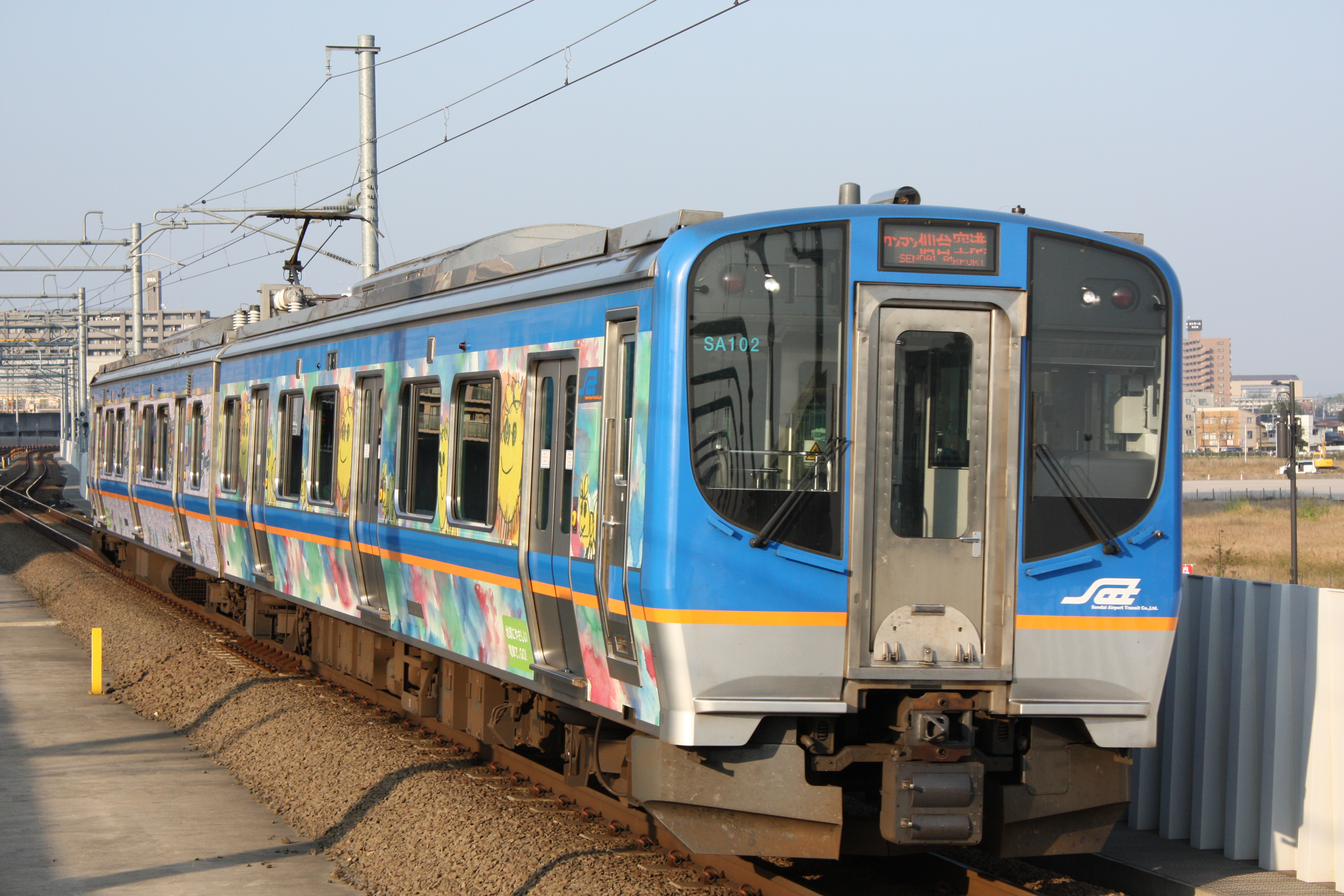
仙台空港鉄道 SAT721系電車

2010年9月24日、同年12月4日より快速列車を4本から半減させること、朝の時間帯の運行の増加、混雑する時間帯の列車を4両化することなどが発表された。
2016年12月16日、2017年3月4日より快速列車を2本から1本増やし3本にすること、始発列車の繰り上げ、最終列車の発車時刻繰り下げなどが発表された。
2020年度上期よりさらなる輸送力増強を図るため、日中の2両編成の一部列車を4両編成化して運行している。なお、新型車両の増備に関する言及はなく、従来車の運行形態を見直して、車両の捻出を検討するとしている。
2020年12月18日、翌2021年3月13日より快速列車を現行の3往復から1往復に縮小すること、一部時間帯における発車時刻の統一などが発表された。

## 東日本大震災の影響
2011年（平成23年）3月11日の東北地方太平洋沖地震（東日本大震災）による津波で大きな被害を受けたため全線で運転を見合わせた。7月23日より名取 - 美田園間で運行が再開され（この時、代行バスの運転区間が美田園 - 仙台空港間に短縮）、10月1日には全線で運転を再開した。これにより、美田園 - 仙台空港間の代行バスおよび仙台駅東口 - 仙台空港間のシャトルバスの運行が終了した。

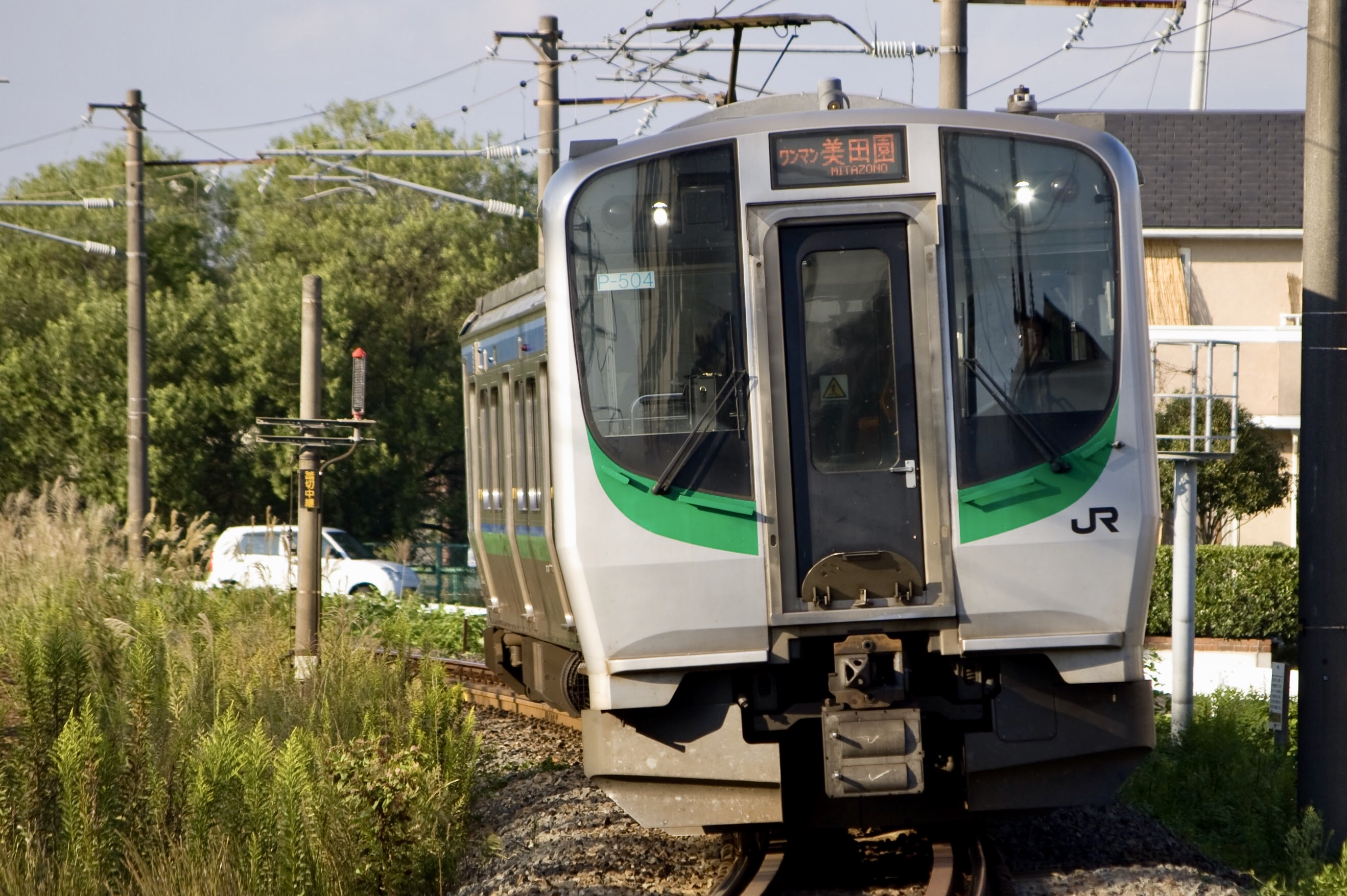
美田園行列車（JR東北本線仙台〜長町）
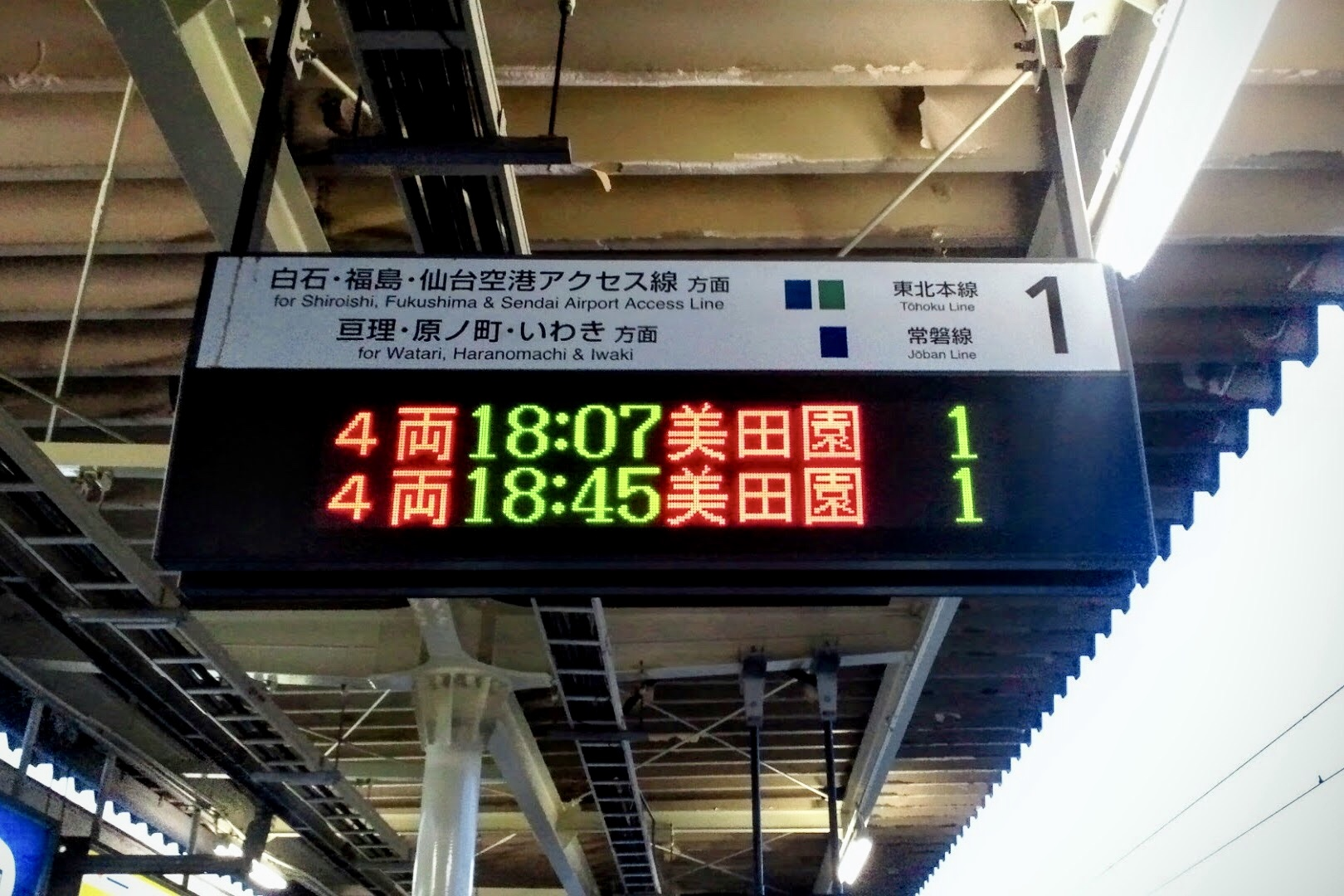
美田園行を表示する発車標（JR南仙台駅）

## 駅一覧
仙台空港線が起点駅（名取駅）から終点駅（仙台空港駅）の順になるように記載。列車は仙台空港行きが上り列車、仙台行きが下り列車となる。
- 全駅宮城県内に所在。
- 停車駅（仙台空港線直通列車についてのみ述べる）
  - 普通…すべての駅に停車
  - 快速…●印の駅は停車、｜印の駅は通過
- 線路 … ∥：複線区間、∨：ここから下は単線、◇・｜：単線区間（◇は列車交換可能）、∧：終点（列車交換可能）

| 会社名         | 路線名     | 路線名         | 駅名   | 営業キロ | 営業キロ | 快速                                         | 接続路線 | 線路   | 所在地 | 所在地 |
| 会社名         | 路線名     | 路線名         | 駅名   | 駅間     | 累計     | 快速                                         | 接続路線 | 線路   | 所在地 | 所在地 |
| -------------- | ---------- | -------------- | ------ | -------- | -------- | -------------------------------------------- | --- | ------ | ------ | ------ |
| 東日本旅客鉄道 | 東北本線   |                | 仙台駅 | -        | 0.0      | ●                                            | 東日本旅客鉄道： 東北新幹線・秋田新幹線・北海道新幹線・東北本線（小牛田方面）・仙石東北ライン・仙山線・仙石線 仙台市地下鉄：■南北線 (N10)・■東西線 (T07) | ∥      | 仙台市 | 青葉区 |
| 東日本旅客鉄道 | 東北本線   | 長町駅         | 4.5    | 4.5      | ｜       | 仙台市地下鉄：■南北線 (N15)                  | ∥ | 太白区 | 仙台市 |        |
| 東日本旅客鉄道 | 東北本線   | 太子堂駅       | 1.0    | 5.5      | ｜       |                                              | ∥ | 太白区 | 仙台市 |        |
| 東日本旅客鉄道 | 東北本線   | 南仙台駅       | 2.2    | 7.7      | ｜       |                                              | ∥ | 太白区 | 仙台市 |        |
| 東日本旅客鉄道 | 東北本線   | 名取駅         | 2.7    | 10.4     | ●        | 東日本旅客鉄道：東北本線（白石方面）・常磐線 | ∨ | 名取市 | 名取市 |        |
| 仙台空港鉄道   | 仙台空港線 | 名取駅         | 2.7    | 10.4     | ●        | 東日本旅客鉄道：東北本線（白石方面）・常磐線 | ∨ | 名取市 | 名取市 |        |
| 仙台空港鉄道   | 仙台空港線 | 杜せきのした駅 | 1.8    | 12.2     | ｜       |                                              | ｜ | 名取市 | 名取市 |        |
| 仙台空港鉄道   | 仙台空港線 | 美田園駅       | 2.0    | 14.2     | ｜       |                                              | ◇ | 名取市 | 名取市 |        |
| 仙台空港鉄道   | 仙台空港線 | 仙台空港駅     | 3.3    | 17.5     | ●        |                                              | ∧ | 名取市 | 名取市 |        |

1. ↑  東北本線と常磐線との分岐点は岩沼駅だが、運転系統上は全列車が仙台駅まで乗り入れている。